# سول باتلر
سول باتلر (بالإنجليزية: Sol Butler)‏ هو منافس ألعاب قوى أمريكي، ولد في 27 يوليو 1897 في كينغفيشر في الولايات المتحدة، وتوفي في 1 ديسمبر 1954 في شيكاغو في الولايات المتحدة.

## وصلات خارجية
- سول باتلر على موقع مرجع كرة القدم المحترفة.كوم (الإنجليزية)
- سول باتلر على موقع أوليمبيديا (الإنجليزية)
- سول باتلر على موقع قاعة آيوا للمشاهير الرياضية (الإنجليزية)